# Croton chaetophorus
Espèce
Croton chaetophorus est une espèce de plantes à fleurs du genre Croton et de la famille des Euphorbiaceae, présente au Brésil (Minas Gerais).
Il a pour synonyme :
- Oxydectes chaetophora, (Müll.Arg.) Kuntze